# Steel (Familienname)
Steel ist ein ursprünglich angelsächsischer Familienname.

## Herkunft und Bedeutung
Steel (deutsch: Stahl) ist ein Übername für einen harten, unnachgiebigen oder besonders dickköpfigen Menschen.

## Varianten
- Steele

## Namensträger
- Alan Steel, Pseudonym von Sergio Ciani (1935–2015), italienischer Bodybuilder und Schauspieler
- Allan Steel (1858–1914), englischer Cricketspieler
- Amy Steel (* 1960), US-amerikanische Schauspielerin
- Anthony Steel (1920–2001), britischer Filmschauspieler
- Arthur Steel-Maitland (1876–1935), britischer Politiker der Labour Party, Arbeitsminister
- Billy Steel (1923–1982), schottischer Fußballspieler
- Bryan Steel (* 1969), britischer Radrennfahrer
- Carlos Steel (* 1944), belgischer Philosophiehistoriker
- Christopher Steel (1903–1973), britischer Diplomat
- Danielle Steel (* 1947), amerikanische Autorin
- David Steel (* 1938), britischer Politiker
- Dawn Steel (1946–1997), US-amerikanische Filmstudio-Managerin und Filmproduzentin
- Dorothy Steel (1926–2021), amerikanische Schauspielerin
- Duncan I. Steel (* 1955), britischer Astronom und Asteroidenentdecker
- Eric Steel (* 1964), US-amerikanischer Filmregisseur, Drehbuchautor und Filmproduzent
- Fanny Steel, rumänische Pornodarstellerin
- Flora Annie Steel (1847–1929), britische Autorin
- Gemma Steel (* 1985), britische Langstreckenläuferin
- George A. Steel (1846–1918), US-amerikanischer Geschäftsmann und Politiker (Republikanische Partei)
- Harry Steel (1899–1972), amerikanischer Ringer
- Ian Steel (1928–2015), schottischer Radrennfahrer
- Jim Steel (Regisseur) (1958–2014), US-amerikanischer Filmregisseur und -produzent
- Jim Steel (Fußballspieler) (* 1959), schottischer Fußballspieler
- Johannes Steel (1908–1988), deutscher Journalist
- John Henry Steel (* 20. Jahrhundert), britischer Tiermediziner
- John Miles Steel (1877–1965), Offizier der Luftstreitkräfte des Vereinigten Königreichs
- John R. Steel (* 1948), amerikanischer mathematischer Logiker
- Jon Steel (* 1980), schottischer Rugbyspieler
- Max Steel, Künstlername von Stelvio Massi (1929–2004), italienischer Kameramann und Filmregisseur
- Michael A. Steel (* 1960), neuseeländischer Mathematiker und Statistiker
- Michelle Steel (* 1955), US-amerikanische Politikerin
- Paul Steel (Ruderer) (* 1957), kanadischer Ruderer
- Paul Steel (Badminton) (* um 1970), englischer Badmintonspieler
- Paul Steel (Squashspieler) (* 1970), neuseeländischer Squashspieler
- Paul Steel (Sänger) (* 1987/1988), britischer Sänger
- Sam Steel (* 1998), kanadischer Eishockeyspieler
- Titus Steel (* 1975), rumänischer Pornodarsteller
- Tony Steel (1941–2018), neuseeländischer Rugby-Union-Spieler
- Willie Steel (1908–1990), schottischer Fußballspieler und -trainer